# Birgit Sewekow
Birgit Sewekow  (geb. Hauffe; * 2. Januar 1946 in Darmstadt; † 17. Juni 2016 in Leverkusen) war eine deutsche Malerin, Grafikerin und Bildhauerin der klassischen Moderne. Durch die Farbenfreude ihrer Gemälde, Aquarelle und Zeichnungen  stand sie in der Tradition des Impressionismus  und des Expressionismus. Ihr plastisches Schaffen wird dem Surrealismus zugerechnet. Der künstlerischen Grundausbildung in Malschulen und Ateliers folgte ab 2004  die Ausbildung nach akademischen Vorgaben  durch  Professor Markus Lüpertz (Düsseldorf).

## Leben
Birgit  Sewekow, von den Eltern (Naturwissenschaftler) inspiriert, beschäftigte sich bereits in der Schulzeit mit der Malerei, auch des 20. Jahrhunderts, sowie  mit verschiedenen künstlerischen Techniken. Nach dem Abitur folgte das Studium in Hamburg: zuerst Griechisch, Philosophie und Kunstgeschichte, parallel Hinwendung zur Malerei – dann Studium der Physik mit Abschluss. 1974 folgte die Doktorarbeit am Fritz-Haber-Institut der Max-Planck-Gesellschaft in Berlin und die Promotion in Physik. Danach begann die berufliche Tätigkeit bei der Bayer AG, Leverkusen.
Birgit Sewekow war verheiratet mit dem Chemiker Ulrich Sewekow. Sie haben eine Tochter. Die Malerin lebte und arbeitete in ihrem Atelier in Leverkusen.
Als Malerin hat sie zahlreiche Studienreisen unternommen. Auf diesen entstanden Bilder von Landschaften, Menschen und historischen Stätten. Besuche zum Studium der Kulturen fanden u. a. in folgenden Ländern statt: USA, Kanada, Mexiko, Guatemala, Ägypten, Marokko, Syrien, Türkei, Usbekistan, Indien, Burma, Kambodscha, Nepal, Bhutan und Japan. In Europa waren es Reisen in die großen Zentren der Kunst.

## Werk
Ab 1997 entstand ein vielseitiges Werk. Es umfasst Gemälde, Radierungen, Lithografien, Linolschnitte, Zeichnungen und Plastiken. Der Ausbildung an der „Schule für Malerei“ von Ellen Loh-Bachmann folgte die Weiterbildung in unterschiedlichen Techniken in den Ateliers des Grafikers und Projektkünstlers Georg Gartz (Köln), des Tier- und Landschaftsmalers Jörg Mangold (Bad Griesbach) sowie bei anderen. Seit 2004 nahm sie regelmäßig an Sommer-Akademien von Markus Lüpertz (Bad Reichenhall/Düsseldorf/Bad Honnef) teil.
Themen der Malerin sind Landschaften, Bauwerke, Porträts, Akte, Tiere, Stillleben und allegorische Darstellungen. Ihre Techniken sind Gemälde in Öl und Acryl, Aquarelle, Federzeichnungen, Tusche, Rötel, Kohle, Pastell, Linolschnitt sowie Mischtechniken. In der Auseinandersetzung mit Weltliteratur, historischen Gestalten und besonderen Stätten entstanden auch Illustrationen für Druckwerke. Dazu gehören Zyklen mit folgenden Themen: Don Quichotte, Goethes Faust, Die Odyssee und Das Gilgamesch-Epos. Der religiöse Bereich umfasst Illustrationen zu Christus, Martin Luther, Dante – die Göttliche Komödie und „Heilige Orte“.

## Sammlungen/Museen
Das Museum Europäischer Kunst in Nörvenich im Kreis Düren widmet der Künstlerin eine Dauerausstellung. Zudem wird in dem auf Schloss Nörvenich untergebrachten privaten Kunstmuseum jährlich auch eine Themen-Ausstellung mit aktuellen Arbeiten der Künstlerin gezeigt. Auch die mit der Einrichtung verbundene Europäische Kultur Stiftung (EKS) bietet Bilder der Künstlerin aus ihrer Kollektion als Leihgaben an, darunter   Gemälde aus dem Zyklus Alexander der Große.

## Ausstellungen
Das Schaffen der Künstlerin war bis einschließlich 2014 in über 140 öffentlichen Einzel- und Gemeinschaftsausstellungen im In- und Ausland zu sehen. Dazu gehörten folgende Präsentationen (Einzelausstellungen Auswahl):
- 1997 ff Bayer Kasino-Gesellschaft, Leverkusen
- 2000 La Redoute, Bonn
- 2001/6 Petersberg (Siebengebirge), Gästehaus der Bundesrepublik Deutschland
- 2001 Kunst-Benefiz Berlin, Patronat Christina Rau
- 2003 Ausstellung im Museum Europäischer Kunst auf Schloss Nörvenich, Patronat Rita Süssmuth
- 2003/2006 Museum of European Art, Clarence, N.Y., USA
- 2004 Galerie im Blauen Haus, Worpswede.  Elbeforum Brunsbüttel.
- 2006 Sewekow-Retrospektive zum 60. Geburtstag, Museum Europäischer Kunst Nörvenich
- 2007 Adenauer-Porträts,  Bezirksregierung Köln und Adenauer-Stiftung, Berlin
- 2008 Galerie Schrade, Schloss Mochental
- 2009 Goethe-Museum, Düsseldorf
- 2010 Centre d’art le Bosphore,  La Seyne sur Mer, Frankreich
- 2011 Heilige Orte, Friedenskirche Leverkusen
- 2012 Galerie Angelika Blaeser, Düsseldorf
- 2013 Galerie Kreuzer, Amorbach
- 2014 Christuskirche Leverkusen "Farbige Welten". - Dorfkirche Sewekow, Brandenburg
- 2016  Ausstellung "300 Exponate" im Museum Europäischer Kunst, Patronat Hermann Schäfer (Historiker)
- 2016 Kunstverein Wetzlar: „Malerei, Grafik und Skulptur“

## Ehrungen
- Mitglied des Alexander-Ordens Pour le Mérite für Kunst und Wissenschaft
- Porträtbüste in Bronze, gestaltet von Kurt Arentz
- Hommage-Sonett "Lied ohne Worte", Komponist Lajos Tar